# South Tarawa

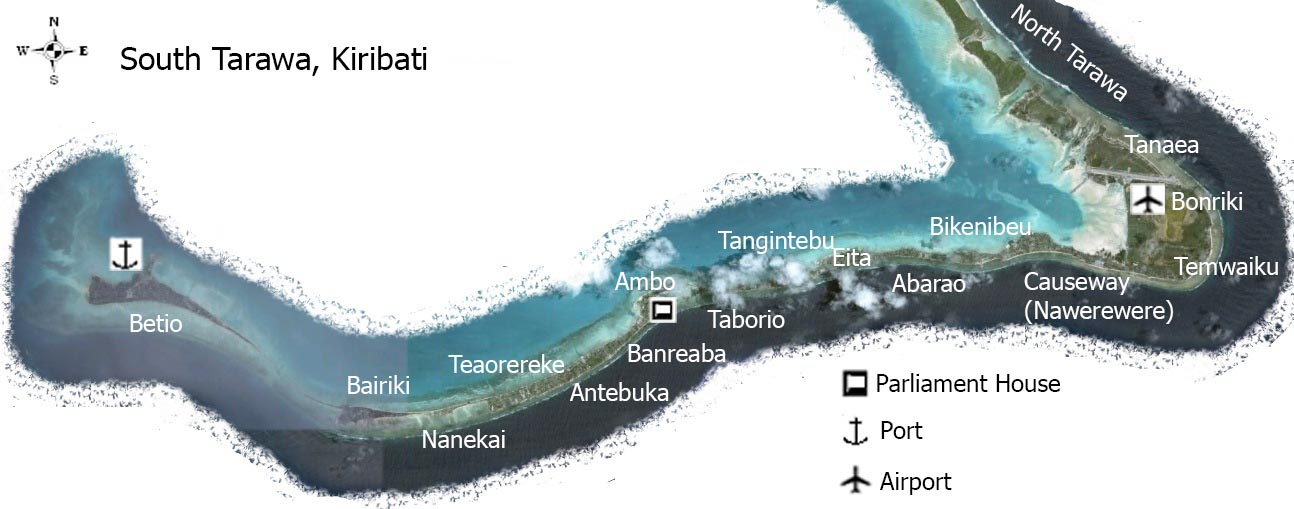
Karte von South Tarawa

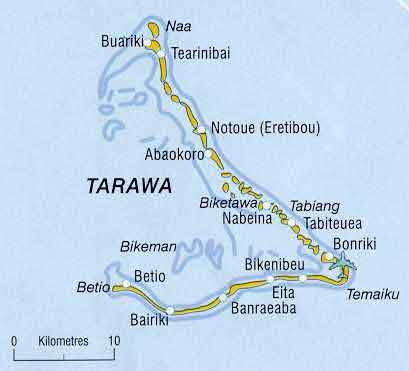
Karte von Tarawa

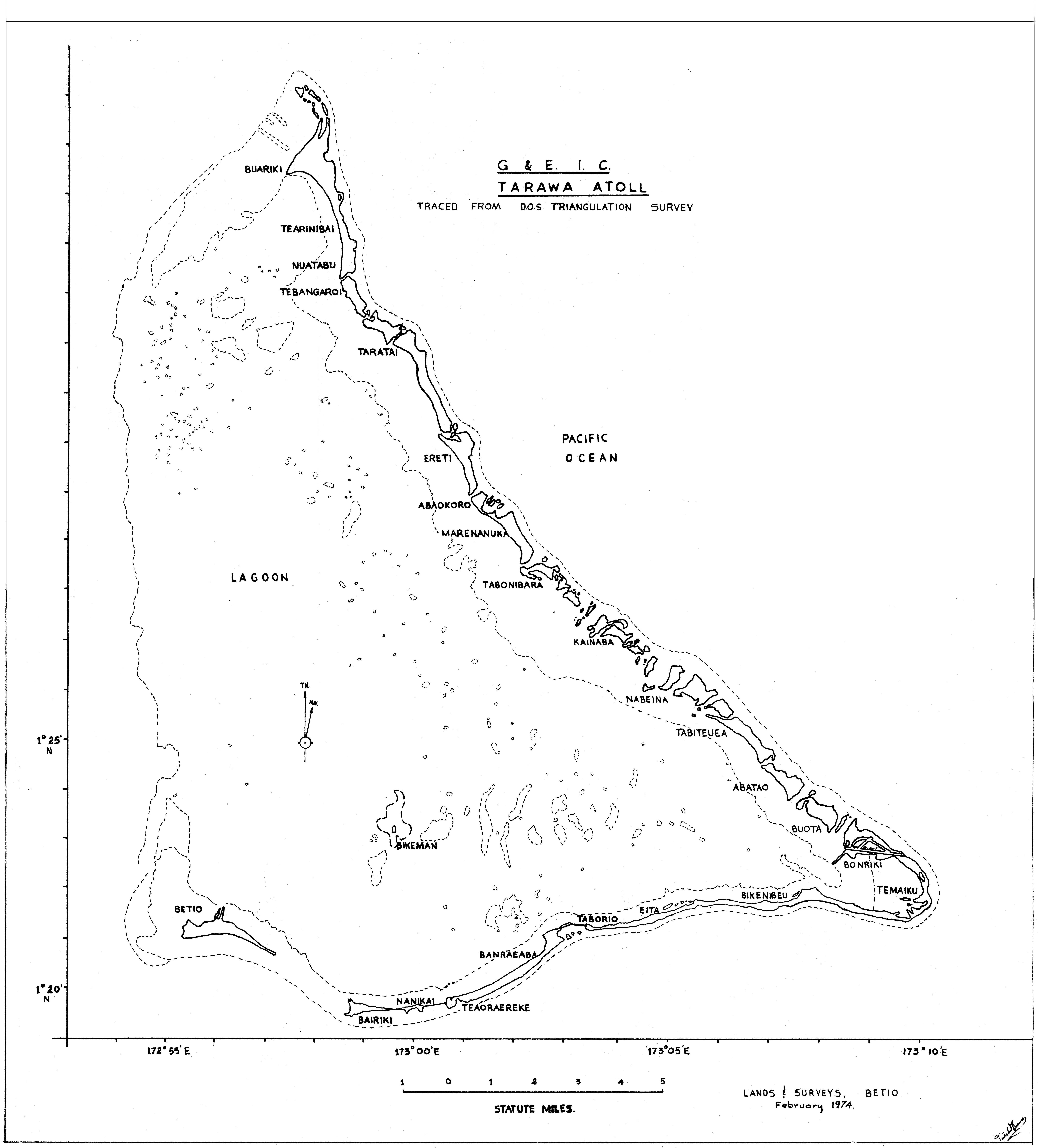
Umrisskarte von Tarawa, 1974

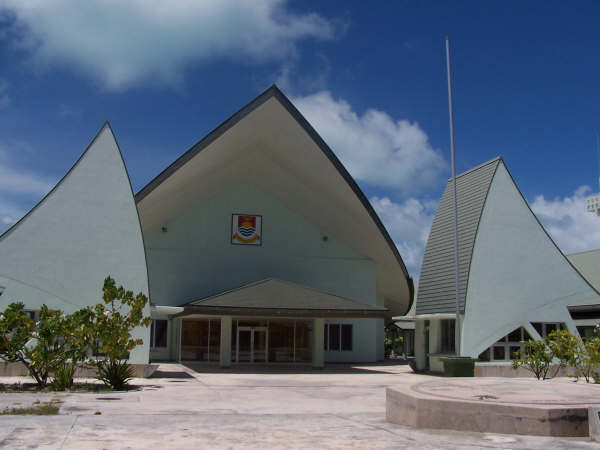
Parlamentsgebäude

South Tarawa (auch Teinainano Urban Council oder TUC) ist die Hauptstadt der im Zentralpazifik gelegenen Republik Kiribati. Sie zählt rund 63.000 Einwohner (Stand 2020).
Die Insel Bairiki wurde wegen der früheren Konzentration der Regierungsstellen, die jetzt hauptsächlich auf drei Inseln verteilt sind, auch als Hauptstadt des Inselstaates bezeichnet. 
Im Zweiten Weltkrieg war South Tarawa mit Betio der Schwerpunkt der Schlacht um die Gilbertinseln.

## Geographie
South Tarawa umfasst die südlichen Inseln des Atolls Tarawa, von Ost nach West: Tanaea, Bonriki (mit Flughafen und Bikenibeu), Eita, Ambo (mit Parlamentsgebäude), Nanikai und Bairiki. Die Gesamtfläche des Distriktes beträgt 14,09 km² (ohne Betio). Betio bildet seit einiger Zeit einen eigenen Distrikt (Betio Town Council) und ist damit nicht mehr Teil des Distriktes South Tarawa.

### Folgen des Klimawandels
In South Tarawa sind die Folgen des Klimawandels bereits spürbar, da der Meeresspiegel ansteigt und dadurch Küstenerosion und die Versalzung von Süßwasserquellen hervorgerufen werden. Da die Lage auf vielen Nachbaratollen noch prekärer ist, sind viele Menschen von den umliegenden Atollen nach South Tarawa geflohen. Durch den ständigen Zuzug hat South Tarawa mit Überbevölkerung zu kämpfen, da die Bevölkerungsdichte inzwischen vergleichbar mit der in Tokio ist. Die Versorgung der wachsenden Bevölkerung mit Nahrungsmitteln, Wasser und sanitären Anlagen gestaltet sich inzwischen schwierig.

## Bevölkerung
Im Distrikt South Tarawa lebt mit über 63.000 Einwohnern (Stand 2020) mehr als die Hälfte der Gesamtbevölkerung der Inselrepublik. Das besiedelte Gebiet erstreckt sich über mehrere mit befahrbaren Dämmen verbundene Inseln des Atolls und hat eine Ausdehnung von fast 30 km Länge bei einer maximalen Breite von knapp über einem Kilometer.

### Bevölkerungsstatistik
| Zensus | Ort         | 1978   | 2005     | 2010     | 2015     | 2020     |
| ------ | ----------- | ------ | -------- | -------- | -------- | -------- |
| Ost    | Tanaea      | 27     | 91 ▲     | 279 ▲    | 198 ▼    | 320 ▲    |
| Ost    | Bonriki     | 635    | 2.119 ▲  | 2.355 ▲  | 2.829 ▲  | 3.047 ▲  |
| Ost    | Temaiku     | –      | 2.011 ▲  | 3.135 ▲  | 4.072 ▲  | 5.495 ▲  |
| Ost    | Nawerewere  | –      | 1.780 ▲  | 2.054 ▲  | 1.843 ▼  | 2.541 ▲  |
| Ost    | Bikenibeu   | 3.971  | 6.170 ▲  | 6.568 ▲  | 7.575 ▲  | 7.530 ▼  |
| Ost    | Abarao      | 322    | 908 ▲    | 1.665 ▲  | 1.761 ▲  | 2.018 ▲  |
| Ost    | Eita        | 612    | 2.299 ▲  | 3.061 ▲  | 3.395 ▲  | 3.858 ▲  |
| Ost    | Tangintebu  | 128    | 94 ▼     | 89 ▼     | 150 ▲    | 210 ▲    |
| Ost    | Taborio     | 187    | 955 ▲    | 1.282 ▲  | 1.293 ▲  | 1.406 ▲  |
| West   | Ambo        | –      | 1.688 ▲  | 2.200 ▲  | 2.780 ▲  | 3.345 ▲  |
| West   | Banraeaba   | 501    | 1.789 ▲  | 1.969 ▲  | 2.072 ▲  | 2.875 ▲  |
| West   | Antebuka    | 504    | 390 ▼    | 1.087 ▲  | 1.615 ▲  | 1.213 ▼  |
| West   | Teaoraereke | 848    | 3.939 ▲  | 4.171 ▲  | 5.105 ▲  | 6.007 ▲  |
| West   | Nanikai     | 604    | 803 ▲    | 988 ▲    | 1.152 ▲  | 1.256 ▲  |
| West   | Bairiki     | 1956   | 2.766 ▲  | 3.524 ▲  | 3.218 ▼  | 3.522 ▲  |
| Betio  | Betio       | 7.626  | 12.509 ▲ | 15.755 ▲ | 17.330 ▲ | 18.429 ▲ |
| Gesamt |             | 17.921 | 40.311 ▲ | 50.182 ▲ | 56.388 ▲ | 63.072 ▲ |

### Bevölkerungsentwicklung
| Zensus | 1947  | 1963  | 1968   | 1973   | 1978   | 1985   | 1990   | 1995   | 2000   | 2005   | 2010 a) | 2015 b) | 2020 c) |
| ------ | ----- | ----- | ------ | ------ | ------ | ------ | ------ | ------ | ------ | ------ | ------- | ------- | ------- |
| Gesamt | 1.671 | 6.101 | 10.616 | 14.861 | 17.921 | 21.393 | 25.380 | 28.350 | 36.717 | 40.311 | 50.182  | 56.388  | 63.072  |

a) 2010: ohne Betio 34.427, einschließlich Betio 50.182 Einwohner.

b) 2015: ohne Betio 39.058, einschließlich Betio 56.388 Einwohner.

c) 2020: ohne Betio 44.643, einschließlich Betio 63.072 Einwohner.

## Wirtschaft und Infrastruktur
Größter Arbeitgeber von South Tarawa ist eine Marineschule für Seefahrer. Außerdem ist South Tarawa das touristische Zentrum Kiribatis, das vor allem neuseeländische Touristen anzieht.
- Luftverkehr:  Der Flughafen Bonriki International Airport von Kiribati liegt auf der Insel Bonriki.
- Schiffsverkehr: Der Haupthafen des Inselstaates befindet sich auf Betio, von dem auch der Fährverkehr zu den außerhalb liegenden Inseln ablegt, während von Bairiki aus der Fährverkehr innerhalb Tarawas bedient wird.

## Bildung
Auf Bairiki befindet sich ein Campus der University of the South Pacific bei dem Ort Teaoraereke, der von mehr als 3000 Studenten besucht wird.

## Bauwerke
- Sacred Heart Cathedral

## Söhne und Töchter der Stadt
- Kinaua Biribo (* 1993), Judoka
- Lataisi Mwea (* 2000), Leichtathlet